# Exetastes pillosus
Exetastes pillosus là một loài tò vò trong họ Ichneumonidae.